# The Bouncing Souls (album)
The Bouncing Souls is het derde studioalbum van de gelijknamige Amerikaanse punkband The Bouncing Souls. Het album werd uitgegeven op 23 september 1997 via het platenlabel Epitaph Records op cassette, cd en lp. In 2014 werd het op lp heruitgegeven. The Bouncing Souls is het eerste album van de band via Epitaph Records.
The Bouncing Souls tekende bij Epitaph nadat het label de band zag optreden met Descendents en Youth Brigade. The Bouncing Souls gaf de band meer bekendheid binnen en buiten de lokale punkbeweging en ook commercieel succes.

## Nummers
1. "Cracked" - 1:56
2. "Say Anything" - 1:16
3. "Kate is Great" - 2:54
4. "Low Life" - 1:16
5. "Chunksong" - 1:08
6. "East Side Mags" - 1:06
7. "The Toilet Song" - 1:23
8. "Single Successful Guy" - 1:58
9. "Whatever I Want (Whatever That Is)" - 1:23
10. "Serenity" - 2:25
11. "Party At 174" - 1:53
12. "Holiday Cocktail Lounge" - 2:01
13. "The Screamer" - 1:57
14. "East Coast! Fuck You!" - 1:01
15. "I Like Your Eyes" - 1:02
16. "Shark Attack" - 1:22

## Band
- Greg Attonito - zang
- Pete Steinkopf - gitaar, achtergrondzang
- Bryan Keinlen - basgitaar, achtergrondzang
- Shal Khichi - drums